# سكوت آدمسون
سكوت آدمسون (1906 - 1962) (بالإنجليزية: Scott Adamson)‏ هو لاعب كريكت زيمبابوي.